# Mnemea
Mnemea is een kevergeslacht uit de familie van de boktorren (Cerambycidae). De wetenschappelijke naam van het geslacht werd voor het eerst geldig gepubliceerd in 1865 door Pascoe.

## Soorten
Mnemea omvat de volgende soorten:
- Mnemea javanica Breuning, 1938
- Mnemea laosensis Breuning, 1963
- Mnemea phalerata Pascoe, 1865